# Plecotus auritus
L’orecchione comune od orecchione bruno (Plecotus auritus  Linnaeus, 1758) è un pipistrello della famiglia dei Vespertilionidi diffuso in Europa.

## Descrizione

### Dimensioni
Pipistrello di piccole dimensioni, con la lunghezza della testa e del corpo tra 42 e 53 mm, la lunghezza dell'avambraccio tra 34 e 43 mm, la lunghezza della coda tra 37 e 55 mm, la lunghezza del piede tra 7 e 8 mm, la lunghezza delle orecchie tra 37 e 55 mm e un peso fino a 12 g.

### Aspetto
La pelliccia è lunga, soffice e lanosa. Le parti dorsali variano dal marrone al bruno-grigiastro, mentre le parti ventrali sono più chiare. Il muso è conico, bruno e con una maschera più scura intorno agli occhi e alla bocca. Le orecchie sono enormi, ovali, marroni, unite sulla fronte da una sottile membrana cutanea. Il trago è lungo circa la metà del padiglione auricolare, affusolato e con l'estremità smussata. Le membrane alari sono marroni e semi-trasparenti. Le dita dei piedi sono ricoperte di peli brunastri e munite di robusti artigli marroni. La coda è lunga ed inclusa completamente nell'ampio uropatagio. Il cariotipo è 2n=32 FNa=50.

### Ecolocazione
Emette ultrasuoni ad alto ciclo di lavoro sotto forma di impulsi di breve durata a frequenza modulata iniziale di 55 kHz e finale di 24 kHz. Questa configurazione è adatta alla predazione nella densa vegetazione in presenza di diversi ostacoli.

## Biologia

### Comportamento
In estate si rifugia in piccoli gruppi di 5-10 individui nelle cavità degli alberi, spesso vicino al terreno, in nidi di altri animali, nelle fessure rocciose e negli edifici. In inverno preferisce luoghi sotterranei come grotte, miniere, cantine frequentemente in gruppi di 2-3 adulti, con i maschi spesso solitari. Forma vivai di 10-50, talvolta fino a 100 femmine, tra aprile e maggio. Tollera il freddo ed entra in ibernazione, tra ottobre-novembre fino a marzo-inizi di aprile, a temperature di 2-5 °C ed umidità prossima al 100%, sebbene possa sopportare per alcuni giorni anche temperature fino a -3,5 °C. L'attività predatoria inizia dopo il tramonto a notte fonda e prosegue fino all'alba, tornando più volte ai propri ricoveri. Il volo è lento, manovrato ed effettuato fino a 15 metri dal suolo. È una specie sedentaria, con piccoli spostamenti fino a 88 km, principalmente tra siti invernali ed estivi.

### Alimentazione
Si nutre di insetti, principalmente lepidotteri e in misura minore grossi ditteri catturati in volo nella densa vegetazione e talvolta negli spazi aperti. quando si tratta di piccole prede, queste vengono divorate in volo, mentre quelle più grandi vengono trattenute temporaneamente nell'uropatagio e mangiate sopra un posatoio.

### Riproduzione
Danno alla luce un piccolo una volta all'anno, a metà giugno. Si accoppiano a fine estate e in autunno, anche se sono stati osservati in primavera e probabilmente anche durante l'inverno. I nascituri iniziano a volare a circa un mese di vita e vengono svezzati il mese dopo. Le femmine diventano mature a due anni di età. L'aspettativa di vita è fino a un massimo di 30 anni, sebbene mediamente sia di soli 4 anni.

## Distribuzione e habitat
Questa specie è diffusa in Europa, dal Portogallo, fino agli Urali e al Caucaso. In Italia è presente fino alla Campania e alla Puglia settentrionali e in Sardegna.
Vive nei boschi decidui e conifere, nei parchi e giardini cittadini fino a 2.350 metri di altitudine. Tollera gli ambienti antropici in misura minore rispetto all'orecchione meridionale.

## Tassonomia
Sono state riconosciute 2 sottospecie:
- P.a.auritus: Francia, Belgio, Paesi Bassi, Lussemburgo, Svizzera, Gran Bretagna, Irlanda, Danimarca, Germania, Italia settentrionale e centrale, Sardegna, Austria, Slovenia, Croazia, Bosnia ed Erzegovina, Albania, Serbia, Grecia, Macedonia del Nord, Montenegro, Bulgaria, Romania, Moldavia, Polonia, Repubblica Ceca, Slovacchia, Ungheria, Estonia, Lettonia, Lituania, Bielorussia, Slovacchia, Georgia, Armenia, Azerbaigian, Russia occidentale e sud-occidentale, Ucraina, Turchia europea; Norvegia, Svezia, Finlandia meridionali;
- P.a.begognae (de Paz, 1994): Portogallo, Spagna settentrionale.

## Conservazione
La IUCN Red List, considerato il vasto areale e la popolazione presumibilmente numerosa, classifica P.auritus come specie a rischio minimo (Least Concern)).